# Fénery
Fénery és un municipi francès situat al departament de Deux-Sèvres i a la regió de la Nova Aquitània. L'any 2007 tenia 316 habitants.

## Demografia

### Població
El 2007 la població de fet de Fénery era de 316 persones. Hi havia 132 famílies de les quals 21 eren unipersonals (21 homes vivint sols), 66 parelles sense fills, 37 parelles amb fills i 8 famílies monoparentals amb fills.
La població ha evolucionat segons el següent gràfic:
Habitants censats

### Habitatges
El 2007 hi havia 151 habitatges, 127 eren l'habitatge principal de la família, 11 eren segones residències i 12 estaven desocupats. Tots els 151 habitatges eren cases. Dels 127 habitatges principals, 104 estaven ocupats pels seus propietaris, 22 estaven llogats i ocupats pels llogaters i 2 estaven cedits a títol gratuït; 4 tenien dues cambres, 14 en tenien tres, 34 en tenien quatre i 75 en tenien cinc o més. 102 habitatges disposaven pel capbaix d'una plaça de pàrquing. A 71 habitatges hi havia un automòbil i a 51 n'hi havia dos o més.

### Piràmide de població
La piràmide de població per edats i sexe el 2009 era:
| Homes | Edats   | Dones |
| ----- | ------- | ----- |
| 0     | 95 o +  | 0     |
| 4     | 90 a 94 | 0     |
| 4     | 85 a 89 | 4     |
| 0     | 80 a 84 | 0     |
| 24    | 75 a 79 | 8     |
| 4     | 70 a 74 | 12    |
| 4     | 65 a 69 | 4     |
| 8     | 60 a 64 | 20    |
| 0     | 55 a 59 | 0     |
| 8     | 50 a 54 | 8     |
| 24    | 45 a 49 | 8     |
| 8     | 40 a 44 | 16    |
| 20    | 35 a 39 | 12    |
| 4     | 30 a 34 | 16    |
| 12    | 25 a 29 | 0     |
| 4     | 20 a 24 | 4     |
| 16    | 15 a 19 | 36    |
| 12    | 10 a 14 | 28    |
| 4     | 5 a 9   | 12    |
| 4     | 0 a 4   | 4     |

## Economia
El 2007 la població en edat de treballar era de 196 persones, 138 eren actives i 58 eren inactives. De les 138 persones actives 129 estaven ocupades (75 homes i 54 dones) i 8 estaven aturades (4 homes i 4 dones). De les 58 persones inactives 31 estaven jubilades, 9 estaven estudiant i 18 estaven classificades com a «altres inactius».

### Ingressos
El 2009 a Fénery hi havia 121 unitats fiscals que integraven 291,5 persones, la mediana anual d'ingressos fiscals per persona era de 14.857 €.

### Activitats econòmiques
Dels 7 establiments que hi havia el 2007, 2 eren d'empreses de fabricació d'altres productes industrials, 4 d'empreses de construcció i 1 d'una empresa de serveis.
Dels 5 establiments de servei als particulars que hi havia el 2009, 1 era un taller de reparació d'automòbils i de material agrícola, 1 paleta, 1 fusteria, 1 electricista i 1 empresa de construcció.
L'any 2000 a Fénery hi havia 24 explotacions agrícoles que ocupaven un total de 1.216 hectàrees.

## Equipaments sanitaris i escolars
El 2009 hi havia una escola elemental.

## Poblacions més properes
El següent diagrama mostra les poblacions més properes.